# Демографска статистика
Демографска статистика је посебна грана примењене статистике која изучава специфичности у погледу прикупљања података о становништву (методи пописивања становништва, спровођење анкета о становништву, организација пописа становништва, статистике природног и механичког кретања становништва), демографска обележја и класификације, као и проблематику у вези са обрадом и приказивањем података о становништву. Почеци демографске статистистике, а у великој мери и статистичке теорије уопште као и демографске анализе, датирају из времена Џона Граунта и Виљема Петија (политичка аритметика - средина XVII века), који су тежили да анализом основних података о природном кретању становништва открију законитости у кретању морталитета и фертилитета. Тако настају прве таблице морталитета, које су постале основ за израчунавање премија у осигурању живота, и основ за израду аналитичких пројекција становништва.
Користан сумарни показатељ је старосна пирамида која приказује дистрибуцију становништва по старости и полу у графичком облику.
У оквиру демографске статистике поред општих статистичких метода се развио и специфични демографски метод који су преузеле и друге самосталне науке за своја истраживања. Овај метод се поред демографске статистике развијао и у оквиру демографске анализе или демометрије.
Подела демографске статистике:
1. популациона статистика или статистика становништва (проучава број, размештај и структурална обележја становништва)
2. витална статистика или статистика природног кретања (региструје рађање, умирање, склапање брака, развод брака)
3. миграциона статистика (региструје унутрашње и спољашње миграције земље, укључујући усељења и исељења)
4. статистика домаћинстава, породица и насеља
5. пописна статистика (види попис)